# Wimbledon Championships 2024
Die 137. Wimbledon Championships waren das dritte von vier Grand-Slam-Turnieren der Saison, den am höchsten dotierten Tennisturnieren. Sie fanden auf Rasen vom 1. Juli bis 14. Juli 2024 in London statt. Ausrichter war der All England Lawn Tennis and Croquet Club. Die Qualifikationswettbewerbe fanden vom 24. bis 27. Juni 2024 im Bank of England Sports Centre im Stadtteil Roehampton des Londoner Stadtbezirks London Borough of Wandsworth statt, wo unter anderem 18 Rasenplätze zur Verfügung standen. Die offizielle Bezeichnung lautet Wimbledon Qualifying and Community Sports Centre Roehampton.
Titelverteidiger im Einzel waren Carlos Alcaraz bei den Herren sowie Markéta Vondroušová bei den Damen. Im Doppel waren Wesley Koolhof und Neal Skupski bei den Herren, Hsieh Su-wei und Barbora Strýcová bei den Damen sowie Ljudmyla Kitschenok und Mate Pavić im Mixed die Titelverteidiger.

## Preisgeld und Weltranglistenpunkte

### Preisgeld
Das Gesamtpreisgeld betrug 50 Millionen Pfund, was einen Anstieg um 11,9 % zum Vorjahr bedeutete. Das Preisgeld für die Einzelwettbewerbe war um 14,9 % gestiegen. Im Rollstuhltennis und den Quadwettbewerben hatte das gesamte Preisgeld erstmals eine Million Pfund erreicht.
| Profitennis     | Profitennis | Profitennis | Profitennis |
| Erreichte Runde | Einzel      | Doppel*     | Mixed*      |
| --------------- | ----------- | ----------- | ----------- |
| Sieg            | 2.700.000 £ | 650.000 £   | 130.000 £   |
| Finale          | 1.400.000 £ | 330.000 £   | 65.000 £    |
| Halbfinale      | 715.000 £   | 167.000 £   | 33.000 £    |
| Viertelfinale   | 375.000 £   | 84.000 £    | 17.000 £    |
| Achtelfinale    | 226.000 £   | –           | –           |
| Dritte Runde    | 143.000 £   | 42.000 £    | –           |
| Zweite Runde    | 93.000 £    | 25.000 £    | 8.500       |
| Erste Runde     | 60.000 £    | 15.750 £    | 4.250       |
| Q3              | 40.000 £    | –           | –           |
| Q2              | 25.000 £    | –           | –           |
| Q1              | 15.000 £    | –           | –           |

| Rollstuhltennis | Rollstuhltennis | Rollstuhltennis |
| Erreichte Runde | Einzel          | Doppel*         |
| --------------- | --------------- | --------------- |
| Sieg            | 65.000 £        | 28.000 £        |
| Finale          | 34.000 £        | 14.000 £        |
| Halbfinale      | 23.000 £        | 8.500 £         |
| Viertelfinale   | 15.500 £        | 5.250 £         |
| Erste Runde     | 10.000 £        | –               |
| Quadwettbewerbe |                 |                 |
| Erreichte Runde | Einzel          | Doppel*         |
| Sieg            | 65.000 £        | 28.000 £        |
| Finale          | 34.000 £        | 14.000 £        |
| Halbfinale      | 23.000 £        | 8.500 £         |
| Viertelfinale   | 15.500 £        | –               |

### Weltranglistenpunkte
Die ATP hatte im Vorfeld der Saison 2024 Änderungen bezüglich der Punkteverteilung im Hauptfeld der Tour bekannt gegeben. Demzufolge wurden mehr Punkte vergeben, allerdings nicht an die Sieger. In der WTA gab es keine Änderung. Die Punkte für die erfolgreiche Qualifikation erhielt man zusätzlich zu den Punkten in der Hauptrunde.
| Hauptfeld    | Hauptfeld | Hauptfeld | Hauptfeld  | Hauptfeld     | Hauptfeld    | Hauptfeld    | Hauptfeld    | Hauptfeld     | Hauptfeld     | Hauptfeld              | Hauptfeld              | Hauptfeld              |
| ------------ | --------- | --------- | ---------- | ------------- | ------------ | ------------ | ------------ | ------------- | ------------- | ---------------------- | ---------------------- | ---------------------- |
| Event        | Sieger    | Finale    | Halbfinale | Viertelfinale | Achtelfinale | Runde der 32 | Runde der 64 | Runde der 128 | Qualifikation | Qualifikation 3. Runde | Qualifikation 2. Runde | Qualifikation 1. Runde |
| Herreneinzel | 2000      | 1300      | 800        | 400           | 200          | 100          | 50           | 10            | 30            | 16                     | 08                     | 0                      |
| Herrendoppel | 2000      | 1200      | 720        | 360           | 180          | 090          | 0            |               |               |                        |                        |                        |
| Dameneinzel  | 2000      | 1300      | 780        | 430           | 240          | 130          | 70           | 10            | 40            | 30                     | 20                     | 2                      |
| Damendoppel  | 2000      | 1300      | 780        | 430           | 240          | 130          | 10           |               |               |                        |                        |                        |

| Junioren           | Junioren | Junioren | Junioren   | Junioren      | Junioren     | Junioren     | Junioren    | Junioren      |
| ------------------ | -------- | -------- | ---------- | ------------- | ------------ | ------------ | ----------- | ------------- |
| Event              | Sieger   | Finale   | Halbfinale | Viertelfinale | Achtelfinale | Runde der 32 | Qualifikant | Qualifikation |
| Junioren-Einzel    | 375      | 270      | 180        | 120           | 75           | 30           | 25          | 20            |
| Juniorinnen-Einzel | 375      | 270      | 180        | 120           | 75           | 30           | 25          | 20            |
| Junioren-Doppel    | 270      | 180      | 120        | 75            | 45           |              |             |               |
| Juniorinnen-Doppel | 270      | 180      | 120        | 75            | 45           |              |             |               |

| Rollstuhltennis/Quad | Rollstuhltennis/Quad | Rollstuhltennis/Quad | Rollstuhltennis/Quad | Rollstuhltennis/Quad |
| -------------------- | -------------------- | -------------------- | -------------------- | -------------------- |
| Event                | Sieger               | Finale               | Halbfinale           | Viertelfinale        |
| Einzel               | 800                  | 500                  | 375                  | 100                  |
| Doppel               | 800                  | 500                  | 100                  |                      |
| Quad Einzel          | 800                  | 500                  | 100                  |                      |
| Quad Doppel          | 800                  | 100                  |                      |                      |

| Junioren-Rollstuhltennis | Junioren-Rollstuhltennis | Junioren-Rollstuhltennis | Junioren-Rollstuhltennis | Junioren-Rollstuhltennis | Junioren-Rollstuhltennis |
| ------------------------ | ------------------------ | ------------------------ | ------------------------ | ------------------------ | ------------------------ |
| Event                    | Sieger                   | Finale                   | Halbfinale               | Viertelfinale            | Achtelfinale             |
| Junioreneinzel           | 40                       | 30                       | 23                       | 12                       | 2                        |
| Juniorinneneinzel        | 40                       | 30                       | 15                       | 2                        |                          |

## Turnierplan
Nach den Qualifikationsrunden fand am 28. Juni 2024 die Auslosung statt. Grundlage für die Nominierung war der Stand der Weltrangliste vom 20. Mai 2024.
| Tag          | Turnier |
| ------------ | --- |
| Mo. 24. Juni | Qualifikation 1. Runde |
| Di. 25. Juni | Qualifikation 2. Runde |
| Mi. 26. Juni | Qualifikation 3. Runde |
| Do. 27. Juni | Qualifikation |
| Mo. 1. Juli  | Herren- und Damen-Einzel 1. Runde |
| Di. 2. Juli  | Herren- und Damen-Einzel 1. Runde |
| Mi. 3. Juli  | Herren- und Damen-Einzel 2. Runde Herren- und Damen-Doppel 1. Runde |
| Do. 4. Juli  | Herren- und Damen-Einzel 2. Runde Herren- und Damen-Doppel 1. Runde |
| Fr. 5. Juli  | Herren- und Damen-Einzel 3. Runde Herren- und Damen-Doppel 2. Runde Mixed 1. Runde |
| Sa. 6. Juli  | Herren- und Damen-Einzel 3. Runde Herren- und Damen-Doppel 2. Runde Mixed 1. Runde Junioren-/Juniorinnen-Einzel 1. Runde |
| So. 7. Juli  | Herren- und Damen-Einzel Achtelfinale Herren- und Damen-Doppel 3. Runde Mixed 2. Runde Junioren-/Juniorinnen-Einzel 1. Runde |
| Mo. 8. Juli  | Herren- und Damen-Einzel Achtelfinale Herren- und Damen-Doppel 3. Runde Mixed Viertelfinale Junioren-/Juniorinnen-Einzel 2. Runde Junioren-Doppel 1. Runde |
| Di. 9. Juli  | Herren- und Damen-Einzel Achtelfinale Herren- und Damen-Doppel Viertelfinale Mixed Halbfinale Herren-/ Damen-Rollstuhl-Einzel 1. Runde Junioren-/Juniorinnen-Einzel 2. Runde Juniorinnen-Doppel 1. Runde Einladungs-Doppel (Herren, Damen, Mixed)                         |
| Mi. 10. Juli | Herren- und Damen-Einzel Achtelfinale Herren- und Damen-Doppel Viertelfinale Quad-Einzel Viertelfinale Herren-/ Damen-Rollstuhl-Einzel Viertelfinale Junioren-/Juniorinnen-Einzel 3. Runde Junioren-/Juniorinnen-Doppel 2. Runde Einladungs-Doppel (Herren, Damen, Mixed) |

| Tag          | Turnier |
| ------------ | --- |
| Do. 11. Juli | Herren- und Damen-Einzel Halbfinale Herren- und Damen-Doppel Halbfinale Mixed Finale Herren-/ Damen-Rollstuhl-Einzel Viertelfinale Quad-Doppel Herren, Damen Viertelfinale Junioren-/Juniorinnen-Einzel Viertelfinale Junioren-/Juniorinnen-Doppel Viertelfinale Junioren-/Juniorinnen-Einzel Einladungs-Doppel (Herren, Damen, Mixed) |
| Fr. 12. Juli | Herren- und Damen-Einzel Halbfinale Damen-Doppel Halbfinale Quad-Doppel Herren, Damen Halbfinale Junioren-/Juniorinnen-Einzel Halbfinale Junioren-/Juniorinnen-Doppel Halbfinale Jungen-/Mädchen-Einzel U14 Einladungs-Doppel (Herren, Damen, Mixed)                                                                                   |
| Sa. 13. Juli | Damen-Einzel Finale Herren-Doppel Finale Damen-Einzel-Rollstuhl Finale Quad-Doppel Herren, Damen Finale Juniorinnen-Einzel Finale Juniorinnen-Doppel Finale Junioren-Doppel Finale Junioren-/Juniorinnen-Einzel Halbfinale Einladungs-Doppel (Herren, Damen, Mixed)                                                                    |
| So. 14, Juli | Herren-Einzel Finale Damen-Doppel Finale Herren-/Quad-Einzel Finale Damen-Doppel-Rollstuhl Finale Junioren-Einzel Finale Jungen-/Mädchen-Einzel U14 Finale Einladungs-Doppel (Herren, Damen, Mixed) |

## Herreneinzel
Setzliste
| Nr. | Spieler            | Erreichte Runde |
| --- | ------------------ | --------------- |
| 01. | Jannik Sinner      | Viertelfinale   |
| 02. | Novak Đoković      | Finale          |
| 03. | Carlos Alcaraz     | Sieg            |
| 04. | Alexander Zverev   | Achtelfinale    |
| 05. | Daniil Medwedew    | Halbfinale      |
| 06. | Andrei Rubljow     | 1. Runde        |
| 07. | Hubert Hurkacz     | 2. Runde        |
| 08. | Casper Ruud        | 2. Runde        |
| 09. | Alex de Minaur     | Viertelfinale   |
| 10. | Grigor Dimitrow    | Achtelfinale    |
| 11. | Stefanos Tsitsipas | 2. Runde        |
| 12. | Tommy Paul         | Viertelfinale   |
| 13. | Taylor Fritz       | Viertelfinale   |
| 14. | Ben Shelton        | Achtelfinale    |
| 15. | Holger Rune        | Achtelfinale    |
| 16. | Ugo Humbert        | Achtelfinale    |

| Nr. | Spieler                 | Erreichte Runde |
| --- | ----------------------- | --------------- |
| 17. | Félix Auger-Aliassime   | 1. Runde        |
| 18. | Sebastián Báez          | 1. Runde        |
| 19. | Nicolás Jarry           | 1. Runde        |
| 20. | Sebastian Korda         | 1. Runde        |
| 21. | Karen Chatschanow       | 2. Runde        |
| 22. | Adrian Mannarino        | 1. Runde        |
| 23. | Alexander Bublik        | 3. Runde        |
| 24. | Alejandro Tabilo        | 3. Runde        |
| 25. | Lorenzo Musetti         | Halbfinale      |
| 26. | Francisco Cerúndolo     | 1. Runde        |
| 27. | Tallon Griekspoor       | 2. Runde        |
| 28. | Jack Draper             | 2. Runde        |
| 29. | Frances Tiafoe          | 3. Runde        |
| 30. | Tomás Martín Etcheverry | 2. Runde        |
| 31. | Mariano Navone          | 1. Runde        |
| 32. | Zhang Zhizhen           | 2. Runde        |

## Dameneinzel
Setzliste
| Nr. | Spielerin           | Erreichte Runde |
| --- | ------------------- | --------------- |
| 01. | Iga Świątek         | 3. Runde        |
| 02. | Coco Gauff          | Achtelfinale    |
| 03. | Aryna Sabalenka     | Rückzug         |
| 04. | Jelena Rybakina     | Halbfinale      |
| 05. | Jessica Pegula      | 2. Runde        |
| 06. | Markéta Vondroušová | 1. Runde        |
| 07. | Jasmine Paolini     | Finale          |
| 08. | Zheng Qinwen        | 1. Runde        |
| 09. | Maria Sakkari       | 3. Runde        |
| 10. | Ons Jabeur          | 3. Runde        |
| 11. | Danielle Collins    | Achtelfinale    |
| 12. | Madison Keys        | Achtelfinale    |
| 13. | Jeļena Ostapenko    | Viertelfinale   |
| 14. | Darja Kassatkina    | 3. Runde        |
| 15. | Ljudmila Samsonowa  | 3. Runde        |
| 16. | Wiktoryja Asaranka  | Rückzug         |

| Nr. | Spielerin                    | Erreichte Runde |
| --- | ---------------------------- | --------------- |
| 17. | Anna Kalinskaja              | Achtelfinale    |
| 18. | Marta Kostjuk                | 3. Runde        |
| 19. | Emma Navarro                 | Viertelfinale   |
| 20. | Beatriz Haddad Maia          | 3. Runde        |
| 21. | Elina Switolina              | Viertelfinale   |
| 22. | Jekaterina Alexandrowa       | Rückzug         |
| 23. | Caroline Garcia              | 2. Runde        |
| 24. | Mirra Andrejewa              | 1. Runde        |
| 25. | Anastassija Pawljutschenkowa | 2. Runde        |
| 26. | Linda Nosková                | 2. Runde        |
| 27. | Kateřina Siniaková           | 2. Runde        |
| 28. | Dajana Jastremska            | 3. Runde        |
| 29. | Sorana Cîrstea               | 1. Runde        |
| 30. | Leylah Fernandez             | 2. Runde        |
| 31. | Barbora Krejčíková           | Sieg            |
| 32. | Katie Boulter                | 2. Runde        |

## Herrendoppel
Setzliste
| Nr. | Paarung                                  | Erreichte Runde |
| --- | ---------------------------------------- | --------------- |
| 01. | Marcel Granollers Horacio Zeballos       | Halbfinale      |
| 02. | Rohan Bopanna Matthew Ebden              | 2. Runde        |
| 03. | Rajeev Ram Joe Salisbury                 | 2. Runde        |
| 04. | Marcelo Arévalo Mate Pavić               | Viertelfinale   |
| 05. | Simone Bolelli Andrea Vavassori          | 1. Runde        |
| 06. | Santiago González Édouard Roger-Vasselin | 2. Runde        |
| 07. | Wesley Koolhof Nikola Mektić             | 2. Runde        |
| 08. | Kevin Krawietz Tim Pütz                  | Viertelfinale   |

| Nr. | Paarung                           | Erreichte Runde |
| --- | --------------------------------- | --------------- |
| 09. | Neal Skupski Michael Venus        | Halbfinale      |
| 10. | Ivan Dodig Austin Krajicek        | 1. Runde        |
| 11. | Máximo González Andrés Molteni    | Viertelfinale   |
| 12. | Nathaniel Lammons Jackson Withrow | Achtelfinale    |
| 13. | Hugo Nys Jan Zieliński            | 1. Runde        |
| 14. | Sander Gillé Joran Vliegen        | 2. Runde        |
| 15. | Max Purcell Jordan Thompson       | Finale          |
| 16. | Sadio Doumbia Fabien Reboul       | Achtelfinale    |

## Damendoppel
Setzliste
| Nr. | Paarung                              | Erreichte Runde |
| --- | ------------------------------------ | --------------- |
| 01. | Hsieh Su-wei Elise Mertens           | Halbfinale      |
| 02. | Gabriela Dabrowski Erin Routliffe    | Finale          |
| 03. | Nicole Melichar-Martinez Ellen Perez | 2. Runde        |
| 04. | Kateřina Siniaková Taylor Townsend   | Sieg            |
| 05. | Sara Errani Jasmine Paolini          | Achtelfinale    |
| 06. | Demi Schuurs Luisa Stefani           | 1. Runde        |
| 07. | Caroline Dolehide Desirae Krawczyk   | Halbfinale      |
| 08. | Barbora Krejčíková Laura Siegemund   | Viertelfinale   |

| Nr. | Paarung                              | Erreichte Runde |
| --- | ------------------------------------ | --------------- |
| 09. | Ljudmyla Kitschenok Jeļena Ostapenko | Viertelfinale   |
| 10. | Marie Bouzková Sara Sorribes Tormo   | 2. Runde        |
| 11. | Coco Gauff Jessica Pegula            | Viertelfinale   |
| 12. | Chan Hao-ching Weronika Kudermetowa  | Achtelfinale    |
| 13. | Giuliana Olmos Alexandra Panowa      | 1. Runde        |
| 14. | Sofia Kenin Bethanie Mattek-Sands    | Achtelfinale    |
| 15. | Asia Muhammad Aldila Sutjiadi        | Achtelfinale    |
| 16. | Ulrikke Eikeri Ingrid Neel           | 2. Runde        |

## Mixed
Setzliste
| Nr. | Paarung                         | Erreichte Runde |
| --- | ------------------------------- | --------------- |
| 01. | Matthew Ebden Ellen Perez       | 1. Runde        |
| 02. | Michael Venus Erin Routliffe    | Halbfinale      |
| 03. | Mate Pavić Ljudmyla Kitschenok  | Achtelfinale    |
| 04. | Austin Krajicek Laura Siegemund | 1. Runde        |

| Nr. | Paarung                       | Erreichte Runde |
| --- | ----------------------------- | --------------- |
| 05. | Andrea Vavassori Sara Errani  | 1. Runde        |
| 06. | Neal Skupski Desirae Krawczyk | Viertelfinale   |
| 07. | Jan Zieliński Hsieh Su-wei    | Sieg            |
| 08. | Ivan Dodig Chan Hao-ching     | 1. Runde        |

## Junioreneinzel
Setzliste
| Nr. | Spieler             | Erreichte Runde |
| --- | ------------------- | --------------- |
| 01. | Kaylan Bigun        | Viertelfinale   |
| 02. | Nicolai Budkov Kjær | Sieg            |
| 03. | Federico Cinà       | Achtelfinale    |
| 04. | Tomasz Berkieta     | Achtelfinale    |
| 05. | Luca Preda          | 1. Runde        |
| 06. | Jan Kumstát         | 2. Runde        |
| 07. | Hayden Jones        | 2. Runde        |
| 08. | Petr Brunclík       | 2. Runde        |

| Nr. | Spieler            | Erreichte Runde |
| --- | ------------------ | --------------- |
| 09. | Kim Jang-jun       | 2. Runde        |
| 10. | Maxim Mrva         | Viertelfinale   |
| 11. | Miguel Tobón       | 1. Runde        |
| 12. | Marko Maksimović   | 1. Runde        |
| 13. | Ämir Omarchanow    | Achtelfinale    |
| 14. | Reda Bennani       | 2. Runde        |
| 15. | Cooper Woestendick | Achtelfinale    |
| 16. | Théo Papamalamis   | Halbfinale      |

## Juniorinneneinzel
Setzliste
| Nr. | Spielerin           | Erreichte Runde |
| --- | ------------------- | --------------- |
| 01. | Renáta Jamrichová   | Sieg            |
| 02. | Laura Samson        | Achtelfinale    |
| 03. | Emerson Jones       | Finale          |
| 04. | Tyra Caterina Grant | Achtelfinale    |
| 05. | Hannah Klugman      | 2. Runde        |
| 06. | Iva Jovic           | Halbfinale      |
| 07. | Alena Kovačková     | 1. Runde        |
| 08. | Mingge Xu           | 2. Runde        |

| Nr. | Spielerin              | Erreichte Runde |
| --- | ---------------------- | --------------- |
| 09. | Kristina Penickova     | 2. Runde        |
| 10. | Jeline Vandromme       | Viertelfinale   |
| 11. | Wakana Sonobe          | Achtelfinale    |
| 12. | Kaitlyn Rolls          | 1. Runde        |
| 13. | Ena Koike              | 2. Runde        |
| 14. | Antonia Vergara Rivera | 2. Runde        |
| 15. | Teodora Kostović       | Viertelfinale   |
| 16. | Iwa Iwanowa            | Achtelfinale    |

## Juniorendoppel
Setzliste
| Nr. | Paarung                    | Erreichte Runde |
| --- | -------------------------- | --------------- |
| 01. | Federico Cinà Maxim Mrva   | Viertelfinale   |
| 02. | Petr Brunclík Kim Jang-jun | 1. Runde        |
| 03. | Kaylan Bigun Jagger Leach  | Halbfinale      |
| 04. | Thomas Faurel Luca Preda   | 1. Runde        |

| Nr. | Paarung                             | Erreichte Runde |
| --- | ----------------------------------- | --------------- |
| 05. | Marko Maksimović Théo Papamalamis   | Achtelfinale    |
| 06. | Nicolai Budkov Kjær Viktor Frydrych | Viertelfinale   |
| 07. | Maxwell Exsted Cooper Woestendick   | Halbfinale      |
| 08. | Tomasz Berkieta Charlie Robertson   | 1. Runde        |

## Juniorinnendoppel
Setzliste
| Nr. | Paarung                        | Erreichte Runde |
| --- | ------------------------------ | --------------- |
| 01. | Alena Kovačková Laura Samson   | Viertelfinale   |
| 02. | Tyra Caterina Grant Iva Jovic  | Sieg            |
| 03. | Renáta Jamrichová Ena Koike    | Achtelfinale    |
| 04. | Kaitlyn Rolls Jeline Vandromme | 1. Runde        |

| Nr. | Paarung                          | Erreichte Runde |
| --- | -------------------------------- | --------------- |
| 05. | Iwa Iwanowa Wakana Sonobe        | Viertelfinale   |
| 06. | Emerson Jones Vittoria Paganetti | Halbfinale      |
| 07. | Mika Stojsavljevic Mingge Xu     | Finale          |
| 08. | Mayu Crossley Akasha Urhobo      | 1. Runde        |

## Herreneinzel-Rollstuhl
Setzliste
| Nr. | Spieler             | Erreichte Runde |
| --- | ------------------- | --------------- |
| 01. | Tokito Oda          | Halbfinale      |
| 02. | Alfie Hewett        | Sieg            |
| 03. | Gustavo Fernández   | Halbfinale      |
| 04. | Martín de la Puente | Finale          |

## Dameneinzel-Rollstuhl
Setzliste
| Nr. | Spielerin       | Erreichte Runde |
| --- | --------------- | --------------- |
| 01. | Diede de Groot  | Sieg            |
| 02. | Yui Kamiji      | Halbfinale      |
| 03. | Jiske Griffioen | Viertelfinale   |
| 04. | Aniek van Koot  | Finale          |

## Herrendoppel-Rollstuhl
Setzliste
| Nr. | Paarung                  | Erreichte Runde |
| --- | ------------------------ | --------------- |
| 01. | Alfie Hewett Gordon Reid | Sieg            |
| 02. | Takuya Miki Tokito Oda   | Finale          |

## Damendoppel-Rollstuhl
Setzliste
| Nr. | Paarung                        | Erreichte Runde |
| --- | ------------------------------ | --------------- |
| 01. | Yui Kamiji Kgothatso Montjane  | Sieg            |
| 02. | Diede de Groot Jiske Griffioen | Finale          |

## Quadeinzel
Setzliste
| Nr. | Spieler      | Erreichte Runde |
| --- | ------------ | --------------- |
| 01. | Sam Schröder | Finale          |
| 02. | Niels Vink   | Sieg            |

## Quaddoppel
Setzliste
| Nr. | Paarung                     | Erreichte Runde |
| --- | --------------------------- | --------------- |
| 01. | Sam Schröder Niels Vink     | Sieg            |
| 02. | Andrew Lapthorne Guy Sasson | Finale          |

## Wimbledon eChamps
Der All England Lawn Tennis Club führte erstmalig parallel ein E-Tennissport-Turnier durch. Die International Tennis Federation (ITF) hat 2021 eine neue E-Sport-Initiative ins Leben gerufen, an der sich nun auch Wimbledon beteiligt. Im PlayStation-5-Spiel TopSpin 2K25 hieß der erstmalige Sieger Brad Zellman aus Schottland.